# Littoraal

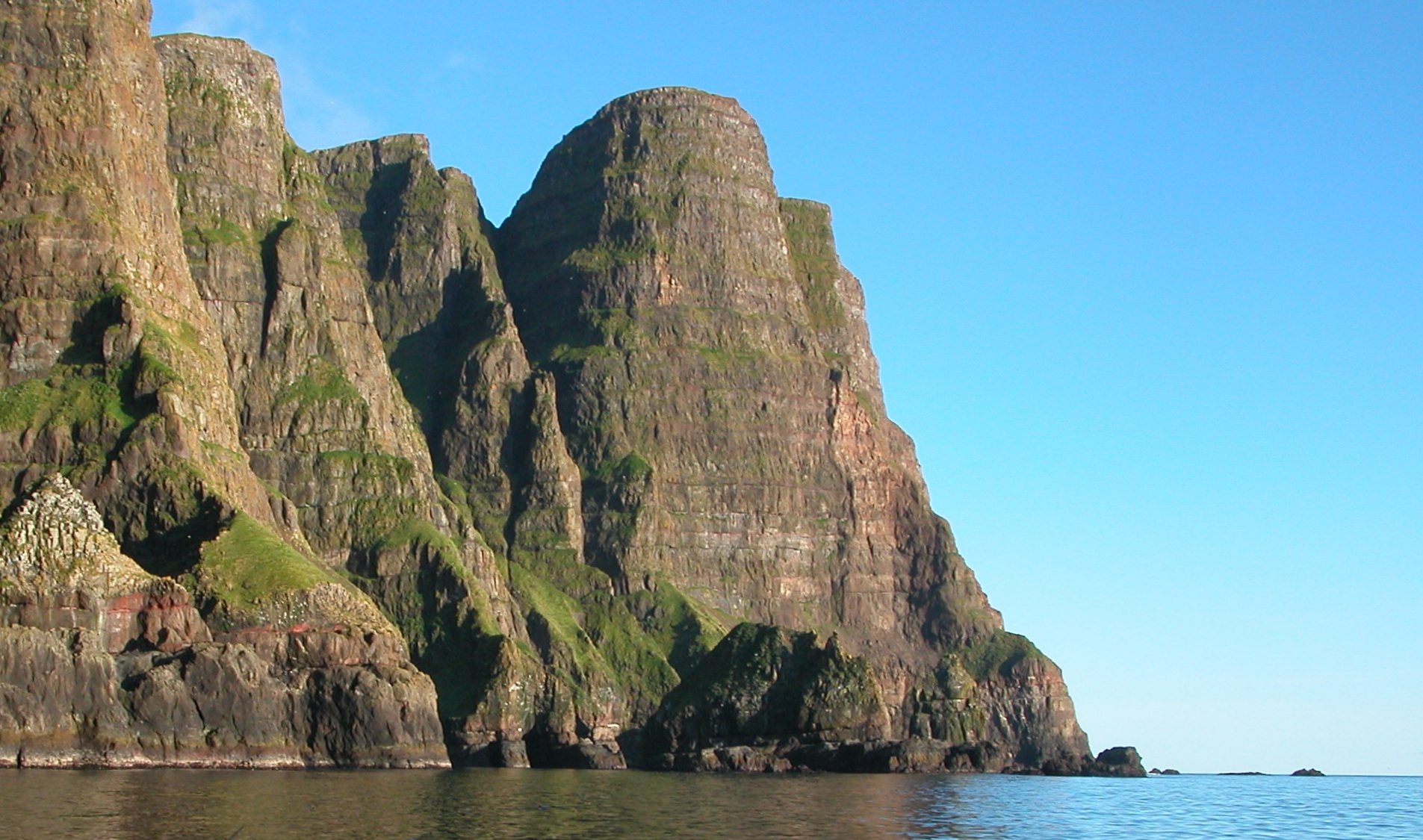
Rotskust op de Faeröer

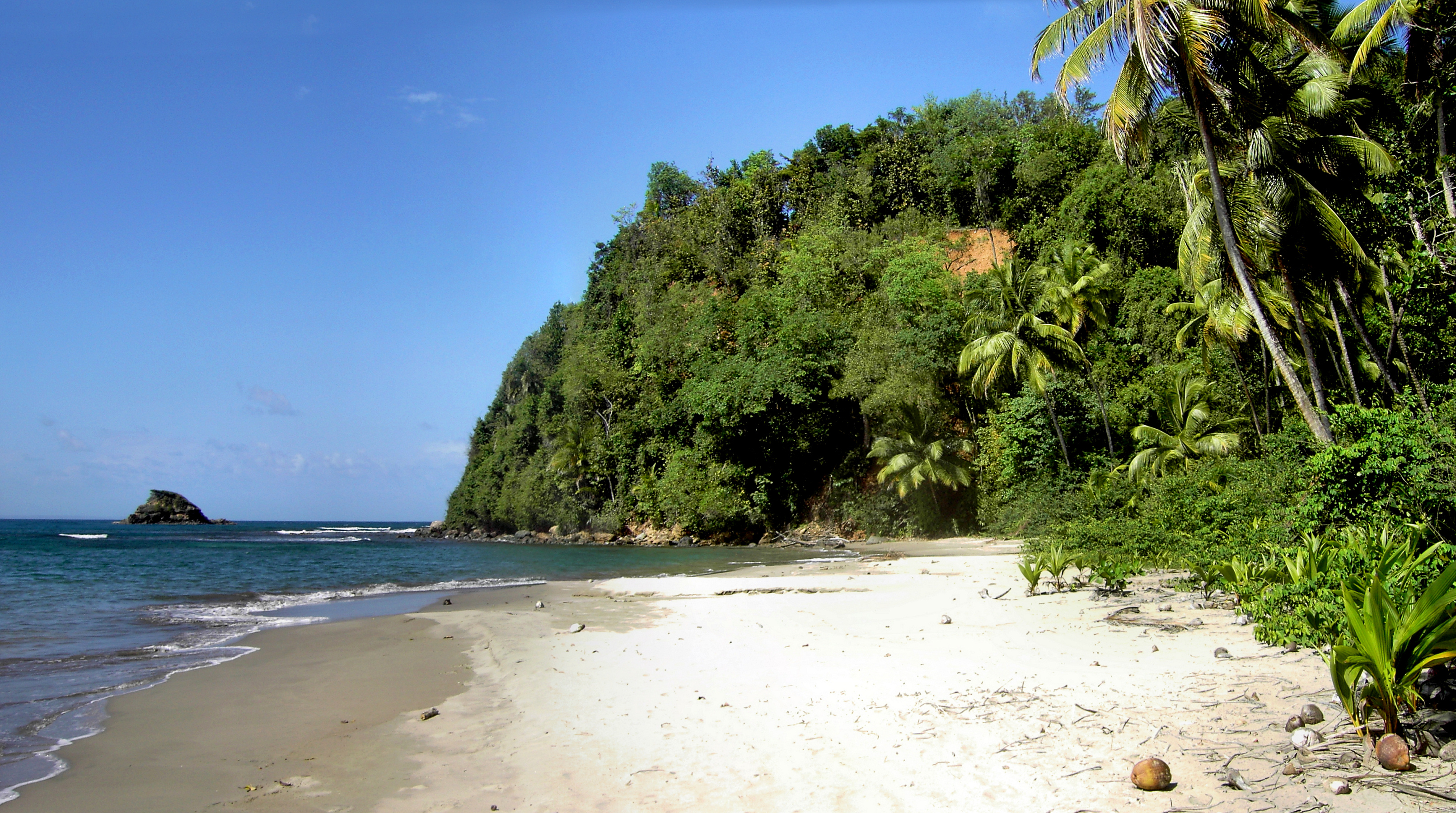
Zandkust in Dominica

Het litoraal (< Lat.) of littoraal (< Fr.) of soms in engere zin, de getijdenzone, is het gebied in de buurt van de kustlijn van een zee of een meer. De schaal van dit gebied kan afhankelijk van de omgeving uiteenlopen van enkele meters tot enkele kilometers. Litoraal kan ook als bijvoeglijk naamwoord worden gebruikt.
Het litoraal kan worden onderverdeeld in drie zones:
- Supralitoraal, ook wel spatzone genaamd: vanaf de hoogwaterlijn landinwaarts. Dit deel krijgt meestal alleen opspattend zeewater en komt alleen onder water te staan bij hoog springtij en stormen.
- Mediolitoraal of intergetijdengebied: de getijdenzone in eigenlijke zin tussen de laag- en de hoogwaterlijnen.
- Sublitoraal of infralitoraal: het gebied onder de laagwaterlijn dat in principe altijd onder water staat en tot aan de continentale helling doorloopt.